# Глазчатая черепаха
Глазчатая черепаха (лат. Psammobates oculifer) — вид сухопутных черепах. Очень редка и плохо изучена.

## Описание

### Внешний вид
Длина панциря до 13,3 см. Карапакс чёрный с жёлтыми лучами на щитках. Краевые щитки сильно зазубрены. Голова и лапы бежево-желтоватые. Позвоночные и рёберные щитки выпуклые, но не конические. Рисунок карапакса может переходить на пластрон, который имеет зубцы спереди и сзади. На бёдрах есть по одной или более шпор.

### Распространение и места обитания
Населяет Южную Африку от крайнего запада бывшей провинции Трансвааль и Оранжевой реки (ЮАР) на северо-запад через пустыню Калахари в Ботсвану и северо-восточную Намибию почти до границ Анголы.
Обитает в песчаных пустынях или кустарниковых саваннах.

### Питание
Растительноядна. Глазчатая черепаха ест дикорастущие травы, богатые клетчаткой. В природе поедает свой и чужой кал.

### Размножение и развитие
В кладке 1 яйцо размером 40 на 30 мм.

## Глазчатая черепаха и человек
Очень редка и находится под строгой охраной закона. Содержание в частных коллекциях запрещено.